# Głowińsk
Głowińsk – wieś w Polsce położona w województwie kujawsko-pomorskim, w powiecie rypińskim, w gminie Rypin.

## Podział administracyjny
W latach 1954–1959 wieś należała i była siedzibą władz gromady Głowińsk, po jej zniesieniu w gromadzie Starorypin. W latach 1975–1998 miejscowość administracyjnie należała do województwa włocławskiego.

## Historia
Najwcześniejsze wspomnienia o wsi Głowińsk pojawiają się w 1382 r. Wieś była królewszczyzną zarządzaną, a właściwie dzierżawioną przez starostów niegrodowych z Rypina. Pierwszymi dzierżawcami byli Działyńscy. W czasie potopu mocno ucierpiał. Najdłużej Głowińsk dzierżawili Podoscy, bo od 1709 do końca Rzeczypospolitej szlacheckiej. To za ich panowania osadzono w Głowińsku olędrów. Pierwsze wzmianki o protestanckich osadnikach pochodzą z 1730 roku. Już wówczas posiadali kantorat. Spis podymnego z 1775 r. informuje nas o istnieniu Głowińska królewskiego i części zwanej Głowińsk Holendry. To właśnie tzw. rumunek. Na początku zaboru pruskiego Głowińsk jako dawna królewszczyzna została skonfiskowana na rzecz skarbu pruskiego i włączona w system tzw. domen, zarządzany w tym przypadku z Trąbina. W okresie Księstwa Warszawskiego majątki z tej domeny zostały nadane marszałkowi francuskiemu Andre Massenie. Tenże poczynił w 1812 udane zakusy na las w Głowińsku, który włączył w obręb swoich włości, jednak nie cieszył się nim długo. Rok później wkroczyły wojska rosyjskie, a byłe domeny nadane francuskim oficerom zostały przejęte przez skarb Królestwa Polskiego. Ostatnia zmiana własności nastąpiła z okazji uwłaszczenia chłopów w zaborze rosyjskim w 1864 r. Mieszkający tu gospodarze otrzymali ziemię, choć część z nich i tak posiadała już ją wcześniej.
Jak już wspomniano, protestanci w Głowińsku pojawili się najwcześniej w 1730 r. Już wtedy posiadali kantorat, czyli szkołę będącą także miejscem modlitwy. Wizytacja z 1781 r. wspomina szkołę, a także mówi o miejscu pochówku pod Rypałkami. Wydaje się jednak, że ewangelicka społeczność Głowińska posiadała cmentarz od początku istnienia kantoratu (przeważnie jego budowa oznaczała założenie cmentarza), ewentualnie powstał on pod koniec XVIII w. Widnieje na najwcześniejszej dostępnej publicznie mapie z 1850. Spis z 1867 r. mówi o szkole drewnianej, w której uczyło się 50 uczniów. Aż do 1894 roku była to szkoła wyznaniowa, potem stała się szkołą powszechną. Przeniesiono ją do Rypina jednak w czasie I wojny światowej w 1915 r. ponownie uruchomiono w Głowińsku placówkę edukacyjną. Działała aż do 1945 r. jednak dopiero w 1931 udało się utworzyć budynek jednoklasowy.
Nie ulega wątpliwości, że Głowińsk był zamieszkały prawie wyłącznie przez ludność niemieckojęzyczną wyznania ewangelickiego. Po odzyskaniu niepodległości, wg spisu powszechnego z 1921 r. było 94% ewangelików. Kantorat począwszy od 1784 stanowił część struktury parafii ewangelickiej w Michałkach, a od 1938 r. był częścią parafii ewangelickiej w Rypinie.
Ewangelicy nie byli jedyną protestanckim odłamem obecnym w Głowińsku. W 1867 r. pojawili się baptyści. Pierwszym, który przyjął chrzest od baptystycznego pastora Alfa z Wrzeszewa, był rolnik Karl Bahr w 1874 r. Jego dom stał się pierwszą siedzibą baptystycznej wspólnoty, a zarazem miejscem modlitw. Formalnie baptyści należeli do struktury parafialnej zwanej senioratem Tomaszewo-Rypin i uczęszczali na nabożeństwa do Rypina. Jednak tamtejszy dom modlitwy został zamknięty przez władze wojskowe. Wobec tego zaczęto przenosić struktury do Głowińska, gdzie jeden z wyznawców Gustaw Heide zbudował dom, a obok niego postawiono w 1895 kaplicę na 150 miejsc z mieszkaniem dla baptystycznego pastora. Uroczystego poświęcenia dokonano 3 listopada przez pastorów Alfa i Aßmanna. Kaplicę wybudowano ze środków własnych gminy baptystycznej, a także datków innych gmin na terenie Kongresówki.

## Demografia
Według Narodowego Spisu Powszechnego (III 2011 r.) liczyła 382 mieszkańców. Jest siódmą co do wielkości miejscowością gminy Rypin.